# Fissidens perobtusus
Fissidens perobtusus är en bladmossart som beskrevs av Hugh Neville Dixon 1930. Fissidens perobtusus ingår i släktet fickmossor, och familjen Fissidentaceae. Inga underarter finns listade i Catalogue of Life.